# Marqués de San Fernando del Mar
El marquesado de San Fernando del Mar es un título nobiliario español creado el 14 de agosto de 1868 por el rey Amadeo I, con la denominación original de marquesado de San Fernando, a favor de Don Fermín de Ortega y Molina. Su denominación hace referencia a la localidad de San Fernando en la provincia de Cádiz. A su fallecimiento sus descendientes no reclamaron el título hasta 1956 en que fue rehabilitado. 

## Marqueses de San Fernando del Mar
|                       | Titular                    | Periodo               |
| Creación por Amadeo I | Creación por Amadeo I      | Creación por Amadeo I |
| --------------------- | -------------------------- | --------------------- |
| i                     | Fermín de Ortega y Molina  | 1828-1890             |
| ii                    | Ignacio Martel Viniegra    | 1908-2002             |
| iii                   | Erik-Ignacio Martel Adeler | 1935-actual titular   |

## Historia de los Marqueses de San Fernando del Mar
- Fermín de Ortega y Molina nacido en San Fernando el 30 de octubre de 1828 fue el I marqués de San Fernando por Real Decreto del rey Amadeo I de 14 de agosto de 1868. Teniente coronel de Infantería de Marina poseedor de la cruz de San Hermenegildo y caballero laureado de San Fernando. Le sucedió, por rehabilitación su sobrino:
- Ignacio Martel Viniegra Fernández de Henestrosa y Lasso de la Vega II marqués de San Fernando. Nace en San Fernando el 7 de septiembre de 1908 y fallece en Madrid el 12 de mayo de 2002. Por vía paterna desciende en línea directa, de un lado, de Carlos Martel y sus sucesores Carlomagno y San Luis de Francia y del lado español del rey visigodo de Asturias Bermudo I y su línea que incluye a San Fernando y a Alfonso X. Diplomado de Guerra Naval alcanzó el grado de Almirante de la Armada habiendo desempeñado, entre otros destinos, el mando del destructor "Lepanto", de la Agrupación Anfibia, Director de la Escuela de Guerra Naval y del Centro Superior de Estudios de la Defensa Nacional. Grandes cruces de la Orden del Mérito Civil, de la Orden al Mérito Militar, de la Orden del Mérito Naval, de la Orden del Mérito Aeronáutico, de la Orden Civil de Alfonso X el Sabio, de Ecuador y de Perú. Le sucedió por Real Carta de 8 de septiembre de 2000 su hijo:
- Erik-Ignacio Martel Adeler III marqués de San Fernando. Nace en Las Palmas de Gran Canaria el 2 de diciembre de 1935. Hijo de madre de nacionalidad noruega Mercedes Adeler Casassa. Estudia en el colegio de San Ignacio de Loyola en Las Palmas y en Downside School en Inglaterra. Cursa doctorados en derecho en la Universidad Complutense y en Relaciones Internacionales en Rice University de Houston. Realiza cursos en la Universidad Libre de Bruselas, en la Sorbona y en la Universidad de Múnich y Escuela de Guerra Naval. Ingresa en la Escuela Diplomática en 1965 donde cursa estudios de postgrado. Tras su finalización es destinado a Pakistán donde es nombrado Encargado de Negocios. Vuelve al Ministerio en Madrid como director de Relaciones Económicas (Europa del Este y Asia). En 1974 es destinado como Cónsul General a Houston. En 1979 es destinado como delegado especial en la zona de Gibraltar. En 1974 se vuelve al Ministerio como subdirector general de Asuntos Consulares. En 2000 es destinado Andorra como Cónsul General. En 2004 es nombrado Vicepresidente del Consejo Superior de Asuntos Exteriores, retirándose como Embajador de España en 2005. Ha sido condecorado con la Orden de Isabel la Católica, la Orden del Mérito Civil, la Orden al Mérito Militar, la Orden de San Raimundo de Peñafort y la Orden de Mayo y la Orden del Fénix. Es hijo honorario de Texas, de Oklahoma y, entre otras, de las ciudades de Houston, Santa Fe, El Paso, Baton Rouge y Pensacola. Ha sido nombrado almirante de la Marina de Texas, Coronel de Nuevo México y alcalde honorario de San Antonio. Padre de Ignacio, Erik y Fernando y abuelo de Erik y Alba.